# Mark Gruenwald
Pour les articles homonymes, voir Gruenwald.
Mark E. Gruenwald (18 juin 1953 - 12 août 1996) est un éditeur, dessinateur et auteur de comics américain.

## Biographie
Mark E. Gruenwald  naît le 18 juin 1953 à Oshkosh dans le Wisconsin. Il commence à travailler dans les comics en tant qu'éditeur assistant pour Marvel Comics en 1978. Il commence ensuite à écrire des scénarios de plusieurs séries dont les plus notables sont Captain America dont il écrit les histoires du numéro 338 au 443, soit près de 10 ans, et l'Escadron suprême qu'il crée. Il est aussi le créateur du Official Handbook of the Marvel Universe en 1983. En 1987, il est nommé éditeur exécutif de Marvel. En 1989, le nombre de comics publiés par Marvel devient trop important et un deuxième (Carl Potts) puis un troisième éditeur exécutif est nommé. En 1994, Marvel décide de diviser le rôle d'éditeur. Cinq personnes sont nommées dont Mark Gruenwald qui est chargé du groupe Marvel Classics (Les vengeurs, les 4 fantastiques, Captain America, Iron Man et les comics associés). Il meurt le 12 août 1996 d'un infarctus du myocarde ; il était alors éditeur exécutif en chef. Après sa mort, il est incinéré et ses cendres sont mêlées à l'encre utilisée pour la réimpression en compilation de la maxi-série Escadron Suprême,.

## Œuvres

### Scénariste
- Marvel Two-in-One #53-58 ; #60-72 (Marvel Comics)
- Thor #299-302 ; #304-307 (Marvel Comics)
- Captain America (1985 - 1995)
- Escadron suprême
- Marvel Bullpen Bulletins "The Bull's Eye" avec Tom DeFalco
- Marvel Super hero - Contest of Champions avec John Romita, Jr. et Bob Layton

### Éditeur
- John Carter of Mars (Marvel Comics, 1978)
- What If  (Marvel Comics)
- Battlestar Galactica #1-2 (Marvel Comics, 1979)
- Conan the Barbarian #113-115 (Marvel Comics, 1980)

## Prix et récompenses
Prix attribués à titre posthume
- 2012 : Prix Harvey du meilleur projet de réédition et prix spécial pour l'excellence dans la présentation pour son travail sur Walt Simonson's The Mighty Thor, Artist's Edition
- 2022 : Inscrit au temple de la renommée Will Eisner[7]